# Bottegia russellae
Bottegia russellae är en skalbaggsart som beskrevs av Reé Michel Quentin och Jean François Villiers 1971. Bottegia russellae ingår i släktet Bottegia och familjen långhorningar. Inga underarter finns listade.